# Jiří Štoček
Jiří Štoček (ur. 10 maja 1977) – czeski szachista, arcymistrz od 1998 roku.

## Kariera szachowa
Wielokrotnie reprezentował Czechy (a wcześniej Czechosłowację) na mistrzostwach świata i Europy juniorów w różnych kategoriach wiekowych, najlepszy wynik w tych rozgrywkach osiągając w 1994 r. w Chanii, gdzie podzielił II-IV miejsce (za Robertem Kempińskim, wspólnie z Róbertem Ruckiem i Danielem Hausrathem) w ME do lat 18. Do innych jego międzynarodowych sukcesów należą:
- I m. w Budapeszcie (1994, turniej First Saturday FS10 IM-B),
- dz. I m. w Brnie (1994, turniej C, z Giorgi Bagaturowem),
- I m. w Plzenie (1997),
- dz. I m. w Budapeszcie (1998, FS06 GM, z Dmitrijem Bunzmannem),
- II m. w Budapeszcie (1998, turniej Nyar-A, za Péterem Ácsem),
- dz. I m. w Pardubicach (1998, z Zbynkiem Hráčkiem, Zoltánem Gyimesim, Duško Pavasoviciem, Mikulášem Maníkiem i Milanem Zurkiem(inne języki)),
- dz. II m. w Pardubicach (2000, za Michaiłem Gurewiczem, z m.in. Walerijem Niewierowem, Tomášem Oralem, Władimirem Potkinem i Janem Votavą),
- dz. I m. w Prešovie (2000, z Bartłomiejem Macieją),
- I m. w Prešovie (2001),
- dz. II  m. w Port Erin (2001, za Michaiłem Ułybinem, z m.in. Siergiejem Tiwiakowem, Aleksandrem Baburinem, Jurijem Jakowiczem, Aleksandrem Gałkinem i Jewgienijem Glejzerowem),
- dz. I m. w Sautron (2003, z Andreiem Istrățescu i Siergiejem Fiedorczukiem),
- I m. w Tatranskich Zrubach (dwukrotnie: 2003 i 2004),
- dz. II m. w Filadelfii (2004, turniej World Open, za Warużanem Akobianem, z Hikaru Nakamurą, Jewgienijem Najerem, Jaanem Ehlvestem, Ilią Smirinem, Igorem Nowikowem, Aleksandrem Iwanowem), Aleksandrem Oniszczukiem i Abhijitem Kunte)[2],
- dz. II m. w Puli (2006, za Duško Pavasoviciem, z m.in. Ognjenem Cvitanem, Davorem Rogiciem, Ognjenem Jovaniciem i Dušanem Popoviciem(inne języki)),
- dz. I m. w Českej Třebovie (2007, z m.in. Petrem Hábą, Janem Votavą, Bartłomiejem Heberlą i Piotrem Bobrasem).

Uwaga: Lista sukcesów niekompletna (do uzupełnienia od 2008 roku).
Wielokrotnie reprezentował Czechy w turniejach drużynowych, m.in.:
- trzykrotnie na olimpiadach szachowych (w latach 2004, 2008, 2012)[3],
- czterokrotnie na drużynowych mistrzostwach Europy (w latach 2003, 2005, 2011, 2013)[4].

Najwyższy ranking w dotychczasowej karierze osiągnął 1 maja 2011 r., z wynikiem 2600 punktów zajmował wówczas 4. miejsce wśród czeskich szachistów.